# Akwarele (film)
Akwarele – polski film obyczajowy, psychologiczny, melodramat z 1978 roku w reżyserii Ryszarda Rydzewskiego. Scenariusz napisali Ewa Przybylska i Ryszard Rydzewski.

## Opis fabuły
Główną bohaterką jest młoda dziewczyna, 18-letnia Anka Taborska (Dorota Kwiatkowska). Jest uczennicą szkoły baletowej, w której przygotowuje się do egzaminów końcowych. Szkoła ma wystawić spektakl Jezioro łabędzie, w którym Anka chciałaby zagrać Odettę – byłaby to jej życiowa szansa i otwarte drzwi do kariery tancerki. Nie jest jednak jedyną kandydatką do tej roli. W przygotowaniach nie pomaga jej chłopak Marek, który nie dostał się na studia i chce zarobić szybko i łatwo dużo pieniędzy w show-businessie. Zakochana dziewczyna nie dostrzega złego wpływu Marka i nie może skoncentrować się na pracy nad rolą. Również opiekujące się dziewczyną babcia i matka nie zdają sobie sprawy z powagi sytuacji.

## Obsada
- Dorota Kwiatkowska jako Anka Taborska
- Leszek Mikołajczyk jako Marek, chłopak Anki
- Irena Malkiewicz jako babcia Anki
- Jerzy Bończak jako Damian Kurtycz, kolega Marka
- Teresa Szmigielówna jako matka Anki
- Kalina Schubert jako Zyta, przyjaciółka Anki
- Barbara Burska jako Jola, znajoma Damiana
- Radosław Arkuszyński
- Zbigniew Juchnowski jako „Puzon”, profesor szkoły baletowej
- Bogdan Kopciowski jako dyrektor szkoły baletowej
- Marek Lewandowski jako Szymon, reżyser programu w lokalu
- Krzysztof Nowik jako Łukasz, znajomy Damiana
- Włodzimierz Press jako dziennikarz
- Aleksandra Sikorska jako Katarzyna, konkurentka Anki w szkole baletowej
- Andrzej Szuttenbach jako bokser
- Dorota Abramowicz jako uczennica szkoły baletowej
- Fabian Kiebicz jako woźny
- Zofia Kopacz jako matka Zyty
- Ewa Maluch jako uczennica szkoły baletowej
- Tadeusz Matacz jako partner Katarzyny
- Alfred Freudenheim jako dyrektor „Estrady”
- Julitta Łubińska jako uczennica szkoły baletowej
- Tadeusz Teodorczyk jako pracownik MZK
- Joanna Pindelska jako uczennica szkoły baletowej
- Marzena Sobańska jako uczennica szkoły baletowej
- Bogusław Semotiuk jako Jarek, asystent reżysera
- Tadeusz Somogi jako barman
- Elżbieta Ziętkiewicz jako uczennica szkoły baletowej
- Ryszard Rydzewski jako reżyser
- Marcel Szytenchelm jako Marcel, asystent reżysera